# Synagoga Dydiego Bergera w Łodzi (ul. Cegielniana 48)
Synagoga Dydiego Bergera w Łodzi – prywatny dom modlitwy znajdujący się w Łodzi przy ulicy Cegielnianej 48.
Synagoga została zbudowana w 1900 roku z inicjatywy Dydiego Bergera. Mogła ona pomieścić 97 osób. Podczas II wojny światowej hitlerowcy zdewastowali synagogę.